# Svarttjärnen (Gåsborns socken, Värmland, 664746-141256)
Svarttjärnen är en sjö i Filipstads kommun i Värmland och ingår i Göta älvs huvudavrinningsområde.